# Østmakedonien og Thrakien
Østmakedonien og Thrakien (græsk: Ανατολική Μακεδονία και Θράκη, Anatolikí Makedonía ke Thráki) er en af tretten periferier i Grækenland og den østlige del af græsk Makedonien sammen med Vestthrakien (en). Den er inddelt i de regionale enheder: Drama, Evros, Kavala, Rhodope og Xanthi. 
Periferien har omkring 625.000 indbyggere og grænser til Centralmakedonien i vest, til Bulgarien i nord og Tyrkiet i øst. Mod syd ligger det Thrakiske Hav, som er den nordligste del af Det Ægæiske Hav. Hovedstaden i periferien er Komotini.